# Metro głębokie w Warszawie
Metro głębokie w Warszawie – porzucona linia metra w Warszawie. Składa się z komory rozjazdowej w rejonie szybu usytuowanego przy ul. Radzymińskiej, w pobliżu wiaduktu kolejowego, oraz tunelu szlakowego o średnicy 6 m i długości 1270 m prowadzącego od szybu przy ul. Naczelnikowskiej do komory rozjazdowej. Obecnie tereny metra głębokiego – szyb oraz tunel znajdują się pod Centrum Handlowym „Wileńska”. Budowę rozpoczęto w 1951. Z powodu rosnących kosztów w 1953 budowę ograniczono do odcinka doświadczalnego na Pradze. W 1957 ostatecznie zatrzymano prace, a w 1960 r. wybudowany tunel zalano wodą. Metro głębokie miało też pełnić rolę schronu, podobnie jak metro londyńskie czy metro moskiewskie. Metro głębokie miało być wybudowane 20-50 metrów pod ziemią. Łączna długość miała wynosić 36 km.